# Gellénháza
Gellénháza là một thị trấn thuộc hạt Zala, Hungary. Thị trấn này có diện tích 5,24 km², dân số năm 2010 là 1598 người, mật độ 305 người/km².